# Callipappus rubiginosus
Callipappus rubiginosus är en insektsart som först beskrevs av William Miles Maskell 1893.  Callipappus rubiginosus ingår i släktet Callipappus och familjen pärlsköldlöss. Inga underarter finns listade i Catalogue of Life.